# Route A62 (Grande-Bretagne)

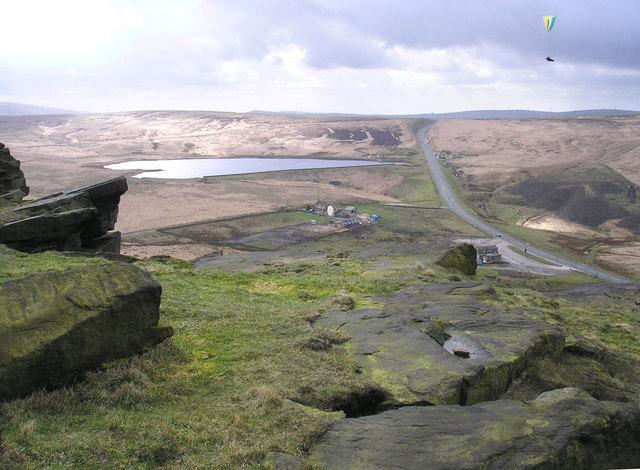
Standedge vu du haut de Pule Hill. On aperçoit l'A62 et le lac-réservoir de Redbrook.

Pour les articles homonymes, voir A62.
L'A62 est une importante route du nord de l'Angleterre qui relie les villes de Manchester et Leeds. 
La route fait environ 65 km de long. De Manchester, où elle commence sous le nom de Oldham Street et de Oldham Road, elle s'étend vers le nord-est pour traverser Failsworth et Oldham puis Saddleworth, avant de traverser les Pennines à Standedge dans le Yorkshire de l'Ouest. Se poursuivant dans Marsden, Slaithwaite, Linthwaite, Huddersfield, Liversedge et Birstall, elle se termine non loin du centre ville de Leeds, à sa jonction avec l'A58.
Elle est parallèle sur une partie de son tracé avec la M62. Cette dernière doit son nom à l'A62 et accueille aujourd'hui une bonne partie du trafic entre Manchester et Leeds.